# DDR-Leichtathletik-Meisterschaften 1986
Die DDR-Leichtathletik-Meisterschaften wurden 1986 zum 37. Mal ausgetragen und fanden vom 27. bis 29. Juni zum achten Mal im Jenaer Ernst-Abbe-Sportfeld statt, bei denen in 34 Disziplinen (19 Männer/15 Frauen) die Meister ermittelt wurden.
Bei den Männern gelang es sechs Athleten (Melzer (3000 m Hindernis), Gauder (20-km-Gehen), Wessig (Hoch), Gamlin (Drei),  Beyer (Kugel) und Schult (Diskus)) ihren Titel aus dem Vorjahr zu verteidigen, was bei den Frauen sieben Athletinnen (Bibernell (3000 m), Oschkenat (100 m Hürden), Busch (400 m Hürden), Drechsler (Weit), Müller (Kugel), Hellmann (Diskus) und Felke (Speer)) gelang.
Für den absolut sportlichen Höhepunkt neben vielen Weltklasseleistungen sorgte Heike Drechsler mit der Egalisierung des Weltrekords im 200-Meter-Lauf. Darüber hinaus stellten die Männer vom SC DHfK Leipzig einen neuen DDR-Rekord für Klubstaffeln über 4-mal 100 Meter auf.
Die Ehrenpreise des Generalsekretärs des ZK der SED und Vorsitzenden des Staatsrates der DDR, Erich Honecker, nahmen für die besten Leistungen der Meisterschaften bei den Frauen Heike Drechsler für ihren 200-Meter-Lauf und Thomas Schröder für seinen 100-Meter-Lauf bei den Männern entgegen.
Wie üblich wurden aus zeitlichen oder organisatorischen Gründen verschiedene Wettbewerbe aus dem Programm der in Jena stattfindenden Hauptveranstaltung ausgelagert und an andere Orte zu anderen Terminen vergeben. In diesem Jahr waren dies die 10.000-Meter-Läufe, die Marathonläufe, die 4-mal-400-Meter-Staffeln, das 50-km-Gehen, der Siebenkampf (Frauen) sowie der Zehnkampf (Männer) und wie jedes Jahr die Crossläufe.
Dabei verteidigten die Potsdamer Frank Heine auf der Langstrecke im Crosslauf und Uwe Freimuth im Zehnkampf ihre Titel erfolgreich. Für Freimuth war es der dritte Triumph in Folge. Langstreckenläuferin Ulrike Bruns ebenfalls aus Potsdam verbesserte im 10.000-Meter-Lauf den DDR-Rekord um 32 s.
Zu zwei Meisterehren kamen in diesem Jahr Heike Drechsler, Ines Bibernell, Thomas Schröder, Hansjörg Kunze, Holger Pohland und Hartwig Gauder. Wie in den beiden Jahren zuvor, war der ASK Vorwärts Potsdam die erfolgreichste Mannschaft mit diesmal insgesamt 7 Gold-, 6 Silber- und 6 Bronzemedaillen.

## Hauptveranstaltung

### Männer

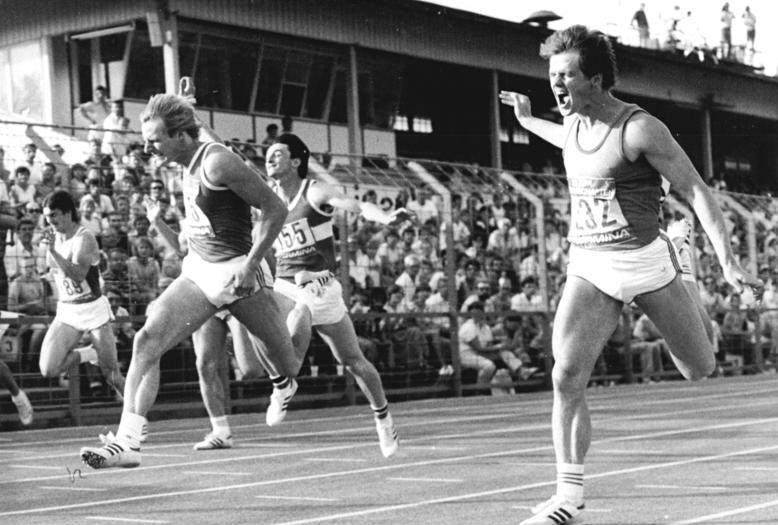
Im 100-Meter-Lauf sicherte sich Thomas Schröder (r.) den Titel vor Steffen Bringmann (vorn l.) und Sören Schlegel (Nr. 155).

| Disziplin                     | Gold                                                                              | Gold         | Silber                                                              | Silber       | Bronze                                                                   | Bronze       |
| 0100 m (Wind: +1,8 m/s)       | Thomas Schröder SC Neubrandenburg                                                 | 10,10 s      | Steffen Bringmann SC DHfK Leipzig                                   | 10,13 s      | Sören Schlegel SC Karl-Marx-Stadt                                        | 10,29 s      |
| 0200 m (Wind: +1,1 m/s)       | Thomas Schröder SC Neubrandenburg                                                 | 20,57 s      | Olaf Prenzler SC Magdeburg                                          | 20,58 s      | Torsten Heimrath SC Traktor Schwerin                                     | 20,69 s      |
| 0400 m                        | Mathias Schersing SC Chemie Halle                                                 | 45,19 s      | Jörg Dirrwald SC Magdeburg                                          | 46,90 s      | Frank Möller ASK Vorwärts Potsdam                                        | 47,16 s      |
| 0800 m                        | Hans-Joachim Mogalle SC Chemie Halle                                              | 1:46,56 min  | Ralph Schumann SC Traktor Schwerin                                  | 1:47,24 min  | Andreas Kaliebe SC Neubrandenburg                                        | 1:47,36 min  |
| 1500 m                        | Andreas Busse SC Einheit Dresden                                                  | 3:36,97 min  | Jens-Peter Herold ASK Vorwärts Potsdam                              | 3:37,92 min  | Hauke Fuhlbrügge SC Turbine Erfurt                                       | 3:39,32 min  |
| 5000 m                        | Hansjörg Kunze SC Empor Rostock                                                   | 13:31,05 min | Frank Heine ASK Vorwärts Potsdam                                    | 13:32,31 min | Werner Schildhauer SC Chemie Halle                                       | 13:40,24 min |
| 110 m Hürden (Wind: +1,7 m/s) | Holger Pohland SC DHfK Leipzig                                                    | 13,55 s      | Andreas Oschkenat SC Dynamo Berlin                                  | 13,63 s      | Silvio Kitz SC Turbine Erfurt                                            | 14,12 s      |
| 400 m Hürden                  | Ingo Krüger SC Neubrandenburg                                                     | 50,46 s      | Uwe Ackermann SC Karl-Marx-Stadt                                    | 50,52 s      | Hans-Jürgen Ende SC Magdeburg                                            | 50,53 s      |
| 3000 m Hindernis              | Hagen Melzer SC Einheit Dresden                                                   | 8:19,48 min  | Frank Ruhkieck SC Traktor Schwerin                                  | 8:28,85 min  | Thomas Peucker SC Neubrandenburg                                         | 8:40,27 min  |
| 4 × 100 m                     | SC DHfK Leipzig Holger Pohland Steffen Schwabe Steffen Bringmann Thomas Friedrich | 39,48 s      | SC Motor Jena Jens Heinrich Jörg Treffer Heiko Truppel Gerd Umlauft | 39,81 s      | SC Neubrandenburg Dirk Assenheimer Thomas Schröder Ingo Krüger Jörg Rölz | 39,93 s      |
| 20-km-Gehen                   | Hartwig Gauder SC Turbine Erfurt                                                  | 1:25:55 h    | Ronald Weigel ASK Vorwärts Potsdam                                  | 1:27:31 h    | Dietmar Meisch TSC Berlin                                                | 1:27:54 h    |
| Hochsprung                    | Gerd Wessig SC Traktor Schwerin                                                   | 2,30 m       | Andreas Sam SC Karl-Marx-Stadt                                      | 2,27 m       | Mathias Grebenstein SC Motor Jena                                        | 2,24 m       |
| Stabhochsprung                | Uwe Langhammer SC Motor Jena                                                      | 5,50 m       | Christoph Pietz SC Dynamo Berlin                                    | 5,50 m       | Karsten Wichert SC Cottbus                                               | 5,40 m       |
| Weitsprung                    | Ron Beer SC Dynamo Berlin                                                         | 8,13 m       | Marco Delonge SC Dynamo Berlin                                      | 8,12 m       | Lutz Dombrowski SC Karl-Marx-Stadt                                       | 8,12 m       |
| Dreisprung                    | Dirk Gamlin SC Traktor Schwerin                                                   | 17,11 m      | Jörg Elbe SC Karl-Marx-Stadt                                        | 16,64 m      | Thomas Rex SC Turbine Erfurt                                             | 16,35 m      |
| Kugelstoßen                   | Udo Beyer ASK Vorwärts Potsdam                                                    | 22,14 m      | Ulf Timmermann TSC Berlin                                           | 22,00 m      | Klaus Görmer SC DHfK Leipzig                                             | 20,32 m      |
| Diskuswurf                    | Jürgen Schult SC Traktor Schwerin                                                 | 64,84 m      | Lutz Friedrich SC Karl-Marx-Stadt                                   | 62,90 m      | Armin Lemme SC Magdeburg                                                 | 62,38 m      |
| Hammerwurf                    | Gunther Rodehau SC Einheit Dresden                                                | 80,16 m      | Ralf Haber SC Karl-Marx-Stadt                                       | 78,68 m      | Marco Gerloff ASK Vorwärts Potsdam                                       | 77,10 m      |
| Speerwurf                     | Detlef Michel TSC Berlin                                                          | 82,84 m      | Gerald Weiß SC Traktor Schwerin                                     | 80,88 m      | Thomas Schäffner SC Turbine Erfurt                                       | 79,86 m      |

### Frauen

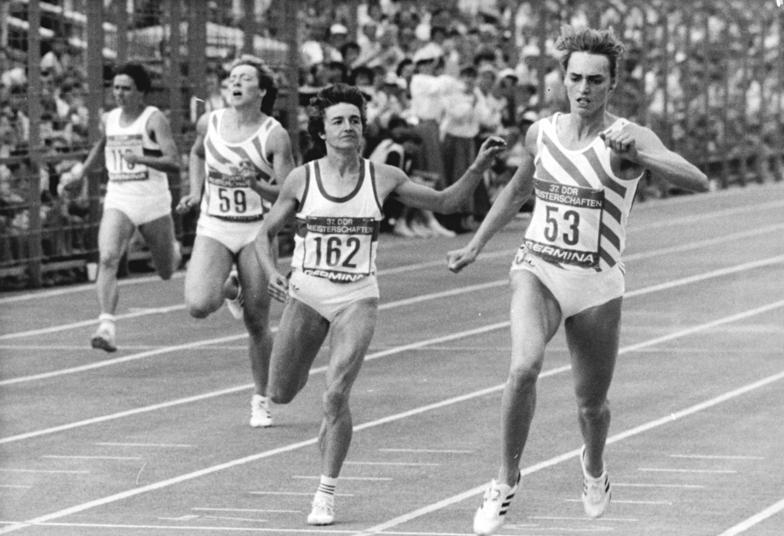
Heike Drechsler (Nr. 53) egalisierte vor heimischen Publikum mit 21,71 s den Weltrekord über 200 Meter. Zweite wurde Silke Gladisch (Nr. 162) vor Sabine Rieger (Nr. 59).

| Disziplin                     | Gold                                                                        | Gold        | Silber                                                                | Silber      | Bronze                                                                  | Bronze      |
| 0100 m (Wind: +0,8 m/s)       | Silke Gladisch SC Empor Rostock                                             | 10,96 s     | Sabine Rieger SC Motor Jena                                           | 11,31 s     | Heike Morgenstern ASK Vorwärts Potsdam                                  | 11,38 s     |
| 0200 m (Wind: +1,2 m/s)       | Heike Drechsler SC Motor Jena                                               | 21,71 s     | Silke Gladisch SC Empor Rostock                                       | 22,07 s     | Sabine Rieger SC Motor Jena                                             | 22,76 s     |
| 0400 m                        | Petra Müller SC Chemie Halle                                                | 50,67 s     | Annett Hesselbarth SC Chemie Halle                                    | 51,74 s     | Dagmar Neubauer SC Turbine Erfurt                                       | 52,43 s     |
| 0800 m                        | Sigrun Wodars SC Neubrandenburg                                             | 1:57,05 min | Yvette Bletsch SC Karl-Marx-Stadt                                     | 2:00,07 min | Heike Oehme SC Cottbus                                                  | 2:00,15 min |
| 1500 m                        | Ines Bibernell SC Chemie Halle                                              | 4:07,64 min | Katrin Wühn SC Chemie Halle                                           | 4:07,97 min | Ulrike Bruns ASK Vorwärts Potsdam                                       | 4:07,98 min |
| 3000 m                        | Ines Bibernell SC Chemie Halle                                              | 8:49,80 min | Gabriele Veith SC Cottbus                                             | 8:50,68 min | Jeanette Hain SC Dynamo Berlin                                          | 9:06,43 min |
| 100 m Hürden (Wind: +1,4 m/s) | Cornelia Oschkenat SC Dynamo Berlin                                         | 12,56 s     | Heike Theele SC Magdeburg                                             | 12,63 s     | Kerstin Knabe SC DHfK Leipzig                                           | 12,64 s     |
| 400 m Hürden                  | Sabine Busch SC Turbine Erfurt                                              | 53,85 s     | Cornelia Feuerbach SC Magdeburg                                       | 54,75 s     | Ellen Fiedler SC Dynamo Berlin                                          | 55,56 s     |
| 4 × 100 m                     | SC DHfK Leipzig Kerstin Knabe Kerstin Walther Sabine Paetz Kristin Patzwahl | 45,09 s     | SC Magdeburg Heike Theele Annette Kersten Ines Gerullat Heike Tillack | 45,15 s     | SC Motor Jena Sabine Rieger Astrid Walter Christine Vieweg Karina Knuhr | 45,88 s     |
| 10-km-Gehen                   | Ines Estedt SC Dynamo Berlin                                                | 50:08,0 min | Doris Kampa SC DHfK Leipzig                                           | 50:22,0 min | Andrea Werther SC Turbine Erfurt                                        | 52:04,0 min |
| Hochsprung                    | Andrea Bienias SC DHfK Leipzig                                              | 1,97 m      | Susanne Helm SC Dynamo Berlin                                         | 1,94 m      | Gabriele Günz SC DHfK Leipzig                                           | 1,88 m      |
| Weitsprung                    | Heike Drechsler SC Motor Jena                                               | 7,35 m      | Helga Radtke SC Empor Rostock                                         | 7,05 m      | Anke Behmer SC Neubrandenburg                                           | 6,81 m      |
| Kugelstoßen                   | Ines Müller SC Empor Rostock                                                | 20,72 m     | Heike Hartwig SC Dynamo Berlin                                        | 20,43 m     | Heidi Krieger SC Dynamo Berlin                                          | 20,40 m     |
| Diskuswurf                    | Martina Hellmann SC DHfK Leipzig                                            | 71,02 m     | Diana Sachse ASK Vorwärts Potsdam                                     | 70,00 m     | Irina Meszynski TSC Berlin                                              | 66,90 m     |
| Speerwurf                     | Petra Felke SC Motor Jena                                                   | 76,76 m     | Regine Kempter TSC Berlin                                             | 67,32 m     | Jana Köpping ASK Vorwärts Potsdam                                       | 66,80 m     |

## Ausgelagerte Wettbewerbe

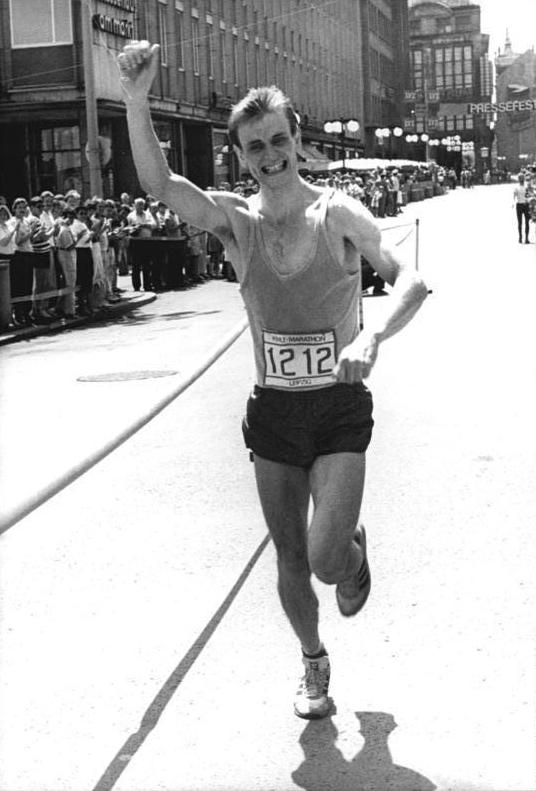
Bei seinem Debüt über die 42,195-km-Distanz sicherte sich Uwe Koch durch den Sieg beim Leipzig-Marathon den DDR-Meistertitel.

Wie üblich wurden aus zeitlichen oder organisatorischen Gründen verschiedene Wettbewerbe nicht im Rahmen der in Jena stattfindenden Hauptveranstaltung ausgetragen. Erstmals mit auf dem Programm standen bei den Frauen die Langstrecke im Crosslauf.
Terminkalender der ausgelagerten Wettbewerbe in chronologischer Reihenfolge:
- Crosslauf: Bad Wilsnack, 16. März
- 50-km-Gehen: 2,5 km Rundkurs beim internationalen Straßengehen in Naumburg (Saale), 1. Mai
- 10.000-Meter-Lauf der Männer: im Rahmen der EM-Qualifikation im Ernst-Abbe-Sportfeld von Jena, 31. Mai
- 10.000-Meter-Lauf der Frauen: im Rahmen der EM-Qualifikation im Georgij-Dimitroff-Stadion von Erfurt, 1. Juni
- Mehrkämpfe: im Rahmen der EM-Qualifikation im Stadion Luftschiffhafen von Potsdam, 11. bis 12. Juni – Männer: Zehnkampf / Frauen: Siebenkampf
- Marathonlauf: im Rahmen des Leipziger KMU-Marathons, 22. Juni
- 4-mal-400-Meter-Staffel: im Rahmen des nationalen Leichtathletik-Sportfestes „Goldene Oval“ im Heinz-Steyer-Stadion von Dresden, 17. August

### Männer
| Disziplin                      | Gold                                                                         | Gold         | Silber                                                                | Silber       | Bronze                                                                       | Bronze       |
| 10.000 m                       | Hansjörg Kunze SC Empor Rostock                                              | 27:34,68 min | Frank Heine ASK Vorwärts Potsdam                                      | 27:43,89 min | Frank Kase SC Chemie Halle                                                   | 28:51,94 min |
| Marathon                       | Uwe Koch ASK Vorwärts Potsdam                                                | 2:17:04 h    | Hartmut Tronnier SC Magdeburg                                         | 2:17:30 h    | Stephan Seidemann TSC Berlin                                                 | 2:18:00 h    |
| 4 × 400 m                      | ASK Vorwärts Potsdam Thomas Miething Andreas Hauck Guido Lieske Frank Möller | 3:11,09 min  | SC Neubrandenburg Ingo Krüger Bodo Behmer Andreas Kaliebe Jens Behmer | 3:11,80 min  | SC Dynamo Berlin Andreas Hübner Hendrik Schipp Uwe Preusche Michael Schimmer | 3:11,92 min  |
| 50-km-Gehen                    | Hartwig Gauder SC Turbine Erfurt                                             | 3:43:51 h    | Bernd Gummelt ASK Vorwärts Potsdam                                    | 3:55:28 h    | Peter Scholle SC Turbine Erfurt                                              | 4:30:45 h    |
| Zehnkampf                      | Uwe Freimuth ASK Vorwärts Potsdam                                            | 8242 Punkte  | Jens Petersson SC Traktor Schwerin                                    | 7663 Punkte  | Thomas Halamoda TSC Berlin                                                   | 7624 Punkte  |
| Crosslauf Mittelstrecke – 4 km | Steffen Matthess ASG Offiziershochschule Löbau                               | 11:37 min    | Hauke Fuhlbrügge SC Turbine Erfurt                                    | 11:44 min    | Jens-Peter Herold ASK Vorwärts Potsdam                                       | 11:50 min    |
| Crosslauf Langstrecke – 12 km  | Frank Heine ASK Vorwärts Potsdam                                             | 34:22 min    | Michael Heilmann TSC Berlin                                           | 34:34 min    | Rainer Wachenbrunner SC Dynamo Berlin                                        | 35:06 min    |

### Frauen
| Disziplin                      | Gold                                                                            | Gold         | Silber                                                                   | Silber       | Bronze                                                                          | Bronze       |
| 10.000 m                       | Ulrike Bruns ASK Vorwärts Potsdam                                               | 32:13,41 min | Gabriele Veith SC Cottbus                                                | 32:18,95 min | Ines Bibernell SC Chemie Halle                                                  | 32:32,28 min |
| Marathon                       | Uta Pippig ASK Vorwärts Potsdam                                                 | 2:37:56 h    | Kristina Garlipp SC Motor Jena                                           | 2:39:00 h    | Birgit Schuckmann BSG Bergmann-Borsig Berlin                                    | 2:40:13 h    |
| 4 × 400 m                      | SC Magdeburg Cornelia Feuerbach Undine Bremer Sylvia Kirchner Kirsten Emmelmann | 3:29,37 min  | TSC Berlin Simone Weidner Katrin Stuhlmacher Astrid Schulz Martina Steuk | 3:40,88 min  | SC Dynamo Berlin Carmen Stolzenburg Kathrin Ullrich Jeanette Hain Ellen Fiedler | 3:48,50 min  |
| Siebenkampf                    | Anke Behmer SC Neubrandenburg                                                   | 6444 Punkte  | Sibylle Thiele SC Dynamo Berlin                                          | 6387 Punkte  | Ines Schulz SC Karl-Marx-Stadt                                                  | 5960 Punkte  |
| Crosslauf Mittelstrecke – 2 km | Yvonne Grabner SC Karl-Marx-Stadt                                               | 6:25 min     | Sabine Leist SC Traktor Schwerin                                         | 6:26 min     | Astrid Pfeiffer SC Dynamo Berlin                                                | 6:31 min     |
| Crosslauf Langstrecke – 8 km   | Gabriele Veith SC Cottbus                                                       | 26:03 min    | Jeanette Hain SC Dynamo Berlin                                           | 27:31 min    | Sylvia Michel SC Turbine Erfurt                                                 | 27:41 min    |

## Medaillenspiegel

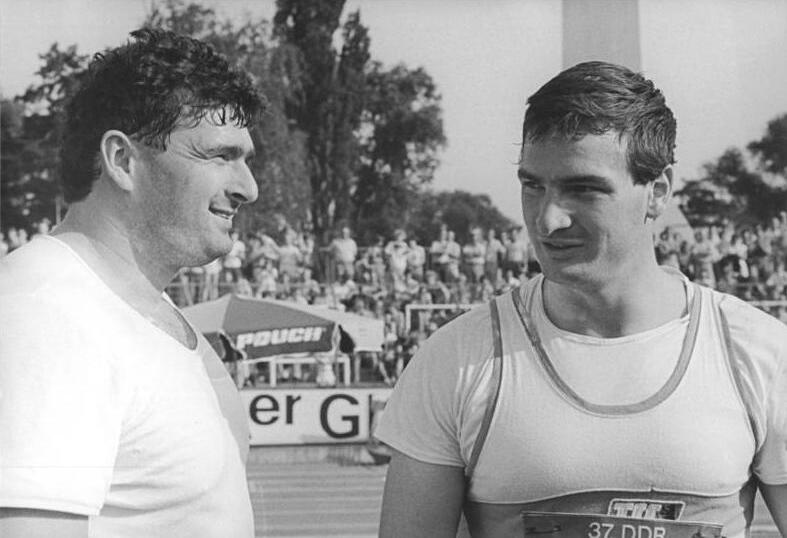
Seinen zehnten Titel in Folge errang Udo Beyer (links) nachdem er sich gegen Weltrekordler Ulf Timmermann (rechts) durch setzte. Beide Kugelstoßer erreichten 22-Meter-Weiten.

Der Medaillenspiegel umfasst die Medaillengewinner und -gewinnerinnen aller Wettbewerbe.
| Platz | Verein                              | Verein                        | Gold | Silber | Bronze | Gesamt |
| 01    | Logo vom ASK Vorwärts Potsdam       | ASK Vorwärts Potsdam          | 7    | 6      | 6      | 190    |
| 02    | Logo vom SC Chemie Halle            | SC Chemie Halle               | 5    | 2      | 3      | 100    |
| 02    |                                     | SC DHfK Leipzig               | 5    | 2      | 3      | 100    |
| 04    | Logo vom SC Neubrandenburg          | SC Neubrandenburg             | 5    | 1      | 4      | 100    |
| 05    | Logo vom SC Motor Jena              | SC Motor Jena                 | 4    | 3      | 3      | 100    |
| 06    | Logo vom SC Empor Rostock           | SC Empor Rostock              | 4    | 2      | –      | 6      |
| 07    | Logo vom SC Dynamo Berlin           | SC Dynamo Berlin              | 3    | 7      | 7      | 170    |
| 08    | Logo vom SC Traktor Schwerin        | SC Traktor Schwerin           | 3    | 5      | 1      | 9      |
| 09    | Logo vom SC Turbine Erfurt          | SC Turbine Erfurt             | 3    | 1      | 8      | 120    |
| 10    | Logo vom SC Einheit Dresden         | SC Einheit Dresden            | 3    | –      | –      | 3      |
| 11    | Logo vom SC Magdeburg               | SC Magdeburg                  | 1    | 6      | 2      | 9      |
| 12    | Logo vom TSC Berlin                 | TSC Berlin                    | 1    | 4      | 4      | 9      |
| 13    | Logo vom SC Karl-Marx-Stadt         | SC Karl-Marx-Stadt            | 1    | 6      | 3      | 100    |
| 14    | Logo vom SC Cottbus                 | SC Cottbus                    | 1    | 2      | 2      | 5      |
| 15    | ASG Offiziershochschule Löbau       | ASG Offiziershochschule Löbau | 1    | –      | –      | 1      |
| 16    | Logo der BSG Bergmann-Borsig Berlin | BSG Bergmann-Borsig Berlin    | –    | –      | 1      | 1      |
|       | Total                               | Total                         | 47   | 47     | 47     | 141    |

## Randnotizen
Traditionell wurden im Rahmen der Meisterschaften erfolgreiche Athleten vergangener Jahre feierlich aus der Nationalmannschaft verabschiedet. Unter den 32 Athleten, die ihre Laufbahn beendeten, befanden sich Volker Beck, Gisela Beyer, Jörg Freimuth, Helma Knorscheidt, Siegfried Stark, Christiane Wartenberg und Roland Steuk.